# یله‌کسن
یله‌کسن (به لاتین: Yeləkəsən) یک منطقه مسکونی در جمهوری آذربایجان است که در شهرستان شابران واقع شده است.